# カロリナ・アルブケルケ
カロリナ・アルブケルケ（Carolina Albuquerque、女性、1977年7月25日 - ）は、ブラジルの元バレーボール選手。ポジションはセッター。元ブラジル代表。

## 来歴
1994年、ジュニアの南米選手権で金メダルを獲得、1995年にタイで開催されたジュニアの世界選手権で銀メダルを獲得した。同年にEsporte Clube Pinheirosに入団し、プロとしてのキャリアをスタートさせる。1997年にシニアのブラジル代表に初選出される。1999年のワールドグランプリで銀メダルを獲得した。2005年からは新旧交代を図った代表チームにおいて主力として活躍した。2005年のグラチャン、2008年の北京オリンピックで金メダル、2006年の世界選手権で銀メダルを獲得した。

## 球歴
- オリンピック - 2008年
- 世界選手権 - 2006年
- グラチャン - 2005年
- ワールドグランプリ - 1999年、2005年、2006年、2007年、2008年
- 南米選手権 - 2005年

## 受賞歴
- 2005年 南米選手権 ベストセッター賞
- 2010年 世界クラブ選手権 ベストセッター賞

## 所属クラブ
- Esporte Clube Pinheiros（1995-2000年）
- オザスコ・バレーボールクラブ（2000-2002年）
- Clube Desportivo Macaé Sports（2002-2003年）
- オザスコ・バレーボールクラブ（2004-2006年）
- Clube Desportivo Macaé Sports（2006-2007年）
- オザスコ・バレーボールクラブ（2007-2011年）
- Vóley Murcia（2012年）
- Sesi-SP（2012-2015年）
- オザスコ・バレーボールクラブ（2016-2019年）
- PAOKテッサロニキ（2019-2020年）
- オザスコ・バレーボールクラブ（2020-2022年）